# Władysław Hibner

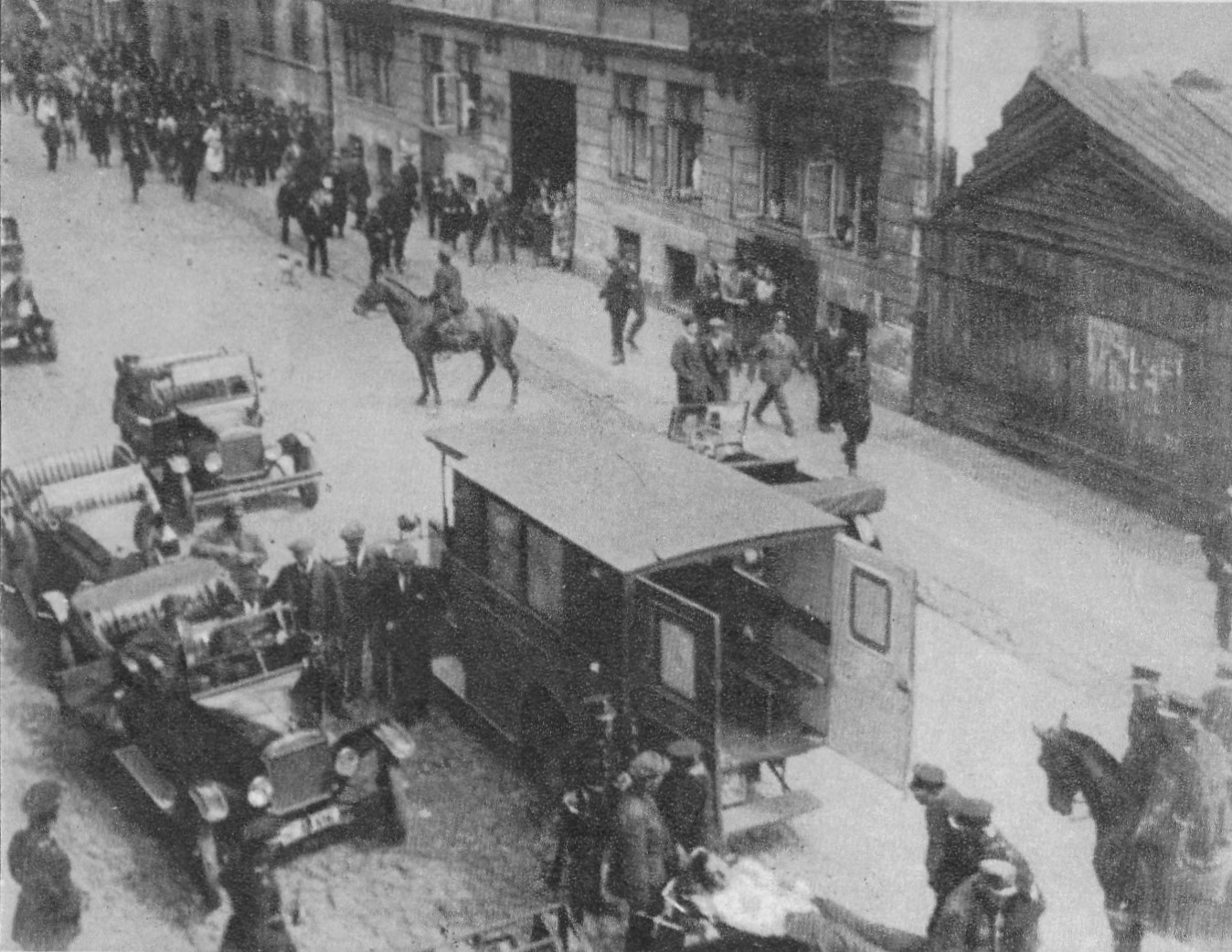
Aresztowanie przez policję rannego Władysława Hibnera, 17 lipca 1925

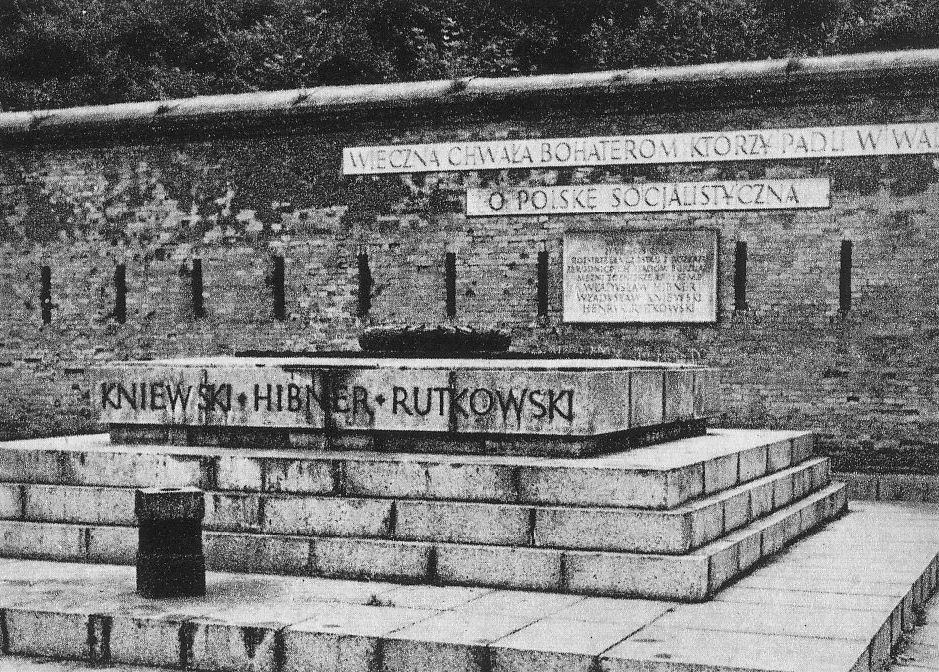
Nieistniejący obecnie pomnik-mauzoleum Władysława Hibnera, Władysława Kniewskiego i Henryka Rutkowskiego przy murze Cytadeli Warszawskiej

Władysław Hibner (ur. 1 maja 1893 w Łodzi, zm. 21 sierpnia 1925 w Warszawie) – polski działacz komunistyczny, stracony za zabójstwa.

## Życiorys
Syn Mateusza i Joanny z Pawlińskich. Jego dziadek Franciszek pochodził z okolic Liberca (Tojżki pow. Reichenberg) i był gospodarzem w Anastazowie par. Parzno. Od 1912 roku był członkiem PPS-Lewicy, a od 1918 Komunistycznej Partii Polski. Był jednym z organizatorów łódzkiej Rady Delegatów Robotniczych. W 1919 roku został w Polsce skazany na 5 lat więzienia za działalność komunistyczną. Po odbyciu części kary został deportowany do ZSRR w ramach wymiany więźniów politycznych, gdzie został uwolniony. W Moskwie był jednym z organizatorów Międzynarodowej Organizacji Pomocy Rewolucjonistom (razem z Julianem Marchlewskim), reprezentował następnie Polskę w Komitecie Wykonawczym MOPR. W październiku 1924 został nielegalnie przerzucony z powrotem do Polski. Pod przybranym nazwiskiem Oktawian Turowicz wszedł w skład Komitetu Warszawskiego KPP.
W lipcu 1925 razem z Władysławem Kniewskim i Henrykiem Rutkowskim zgłosił się na ochotnika do zabójstwa Józefa Cechnowskiego, który został zidentyfikowany jako agent policji w ruchu komunistycznym. Hibner objął dowództwo grupy. 17 lipca 1925 zamachowcy oczekiwali na spotkanie z Cechnowskim na ul. Zgoda w Warszawie, podczas którego mieli go zastrzelić. Podczas próby wylegitymowania przez dwóch wywiadowców policyjnych, Hibner, Kniewski i Rutkowski zaczęli strzelać, a Hibner ciężko ranił policjanta Kazimierza Lesińskiego. Podczas ucieczki, gonieni przez policjantów i przechodniów, Hibner z Rutkowskim ostrzeliwali się, raniąc kilka osób. Na ul. Chmielnej ranili śmiertelnie studenta Aleksandra Kempnera. Na ul. Złotej zdołali uprowadzić dorożkę, którą jednak wkrótce porzucili na rogu ul. Twardej. Podczas dalszej ucieczki Hibner i Rutkowski postrzelili śmiertelnie policjanta starszego posterunkowego Feliksa Witmana oraz postrzelili matkę z dzieckiem. Obaj zamachowcy ukryli się następnie w składzie węgla przy ul. Żelaznej 21, gdzie podczas ataku policji ranili kilku dalszych policjantów. Ostatecznie ranni zostali ujęci przez policję.
Za popełnione czyny Hibner, wraz z pozostałymi dwoma zamachowcami, został skazany na karę śmierci przez rozstrzelanie. Prezydent RP Stanisław Wojciechowski nie skorzystał z prawa łaski. Wszyscy trzej zostali rozstrzelani 21 sierpnia 1925 o godz. 4.00 w Cytadeli Warszawskiej przez pluton egzekucyjny wystawiony ze składu 30 Pułku Strzelców Kaniowskich, w obecności lekarza inspekcyjnego garnizonu, kapitana lekarza doktora Józefa Henryka Sommera.

## Upamiętnienie
W czasach PRL Hibner, Kniewski i Rutkowski byli uznani za bohaterów ruchu robotniczego, m.in. nazywano ich imionami ulice (m.in. w Koszalinie, Poznaniu, Gdańsku, Rybniku, Tarnowie, Hajnówce i Warszawie). W oficjalnej propagandzie i wydawnictwach encyklopedycznych byli przedstawiani jako straceni za próbę zamachu na prowokatora. Ich śmierć kreował na bohaterską m.in. Wiktor Woroszylski w propagandowym wierszu Ci, co zginęli.
W 1950, w 25. rocznicę śmierci, w miejscu egzekucji przy murze warszawskiej Cytadeli urządzono park im. Kniewskiego, Hibnera i Rutkowskiego i odsłonięto pomnik-mauzoleum.